# Kryštof 18
Kryštof 18 je volací znak a všeobecně rozšířené označení vrtulníku a základny letecké záchranné služby (LZS) v Libereckém kraji. LZS byla v Liberci do provozu uvedena v roce 1992. Provozovatelem vrtulníku je nestátní společnost DSA. Zdravotnickou část posádky LZS zajišťuje Zdravotnická záchranná služba Libereckého kraje, ostatní provozní pracovníky včetně pilotů zajišťuje společnost DSA.

## Historie
V roce 1992 byl zahájen zkušební provoz letecké záchranné služby v Liberci. Prvním provozovatelem byla soukromá společnost BEL AIR, která pro LZS nasazovala vrtulník Mil Mi-2. K 1. lednu 1993 přebírá chod LZS nestátní společnost DSA. Do roku 1996 slouží na stanici vrtulník Mi-2. V průběhu roku 1996 je do služby nasazen modernější dvoumotorový vrtulník Eurocopter AS 355 F2 Ecureuil 2 (imatrikulace OK-BIC). Později slouží na stanici další stroje Eurocopter AS 355 F2 (OK-MIA, OK-WIQ). V únoru 2003 se na stanici představil vrtulník Eurocopter EC 135 T1 (OK-DSA), který se v České republice objevil pro potřeby LZS vůbec poprvé. Vrtulník se v roce 2003 představil na třech stanicích LZS a byl trvale nasazen na stanici Kryštof 05 v Ostravě. K další velké změně vrtulníku dochází na počátku roku 2005, kdy zakoupila společnost DSA tři nové vrtulníky Eurocopter EC 135 T2. Po krátkém představení jsou vrtulníky trvale nasazeny na stanicích Kryštof 05 v Ostravě, Kryštof 15 v Ústí nad Labem a stroj s imatrikulací OK-DSC slouží trvale v Liberci.

## Současnost
Stanice letecké záchranné služby se nachází v areálu Letiště Liberec v Liberci. K roku 2012 sloužil na stanici trvale vrtulník Eurocopter EC 135 T2 (OK-DSC). Provoz stanice je omezen na VFR/den. V nočních hodinách je oblast Libereckého kraje pokryta pro neodkladné sekundární a ambulanční lety vrtulníky z provozních stanic zajišťujících nepřetržitý provoz LZS. Jako záloha pro stanici Kryštof 18 slouží vrtulník Eurocopter EC 135 T1 (OK-DSA). Akční rádius vrtulníků LZS má rozsah cca 70 km, který odpovídá doletové době zhruba 18 minut od vzletu.

## Galerie

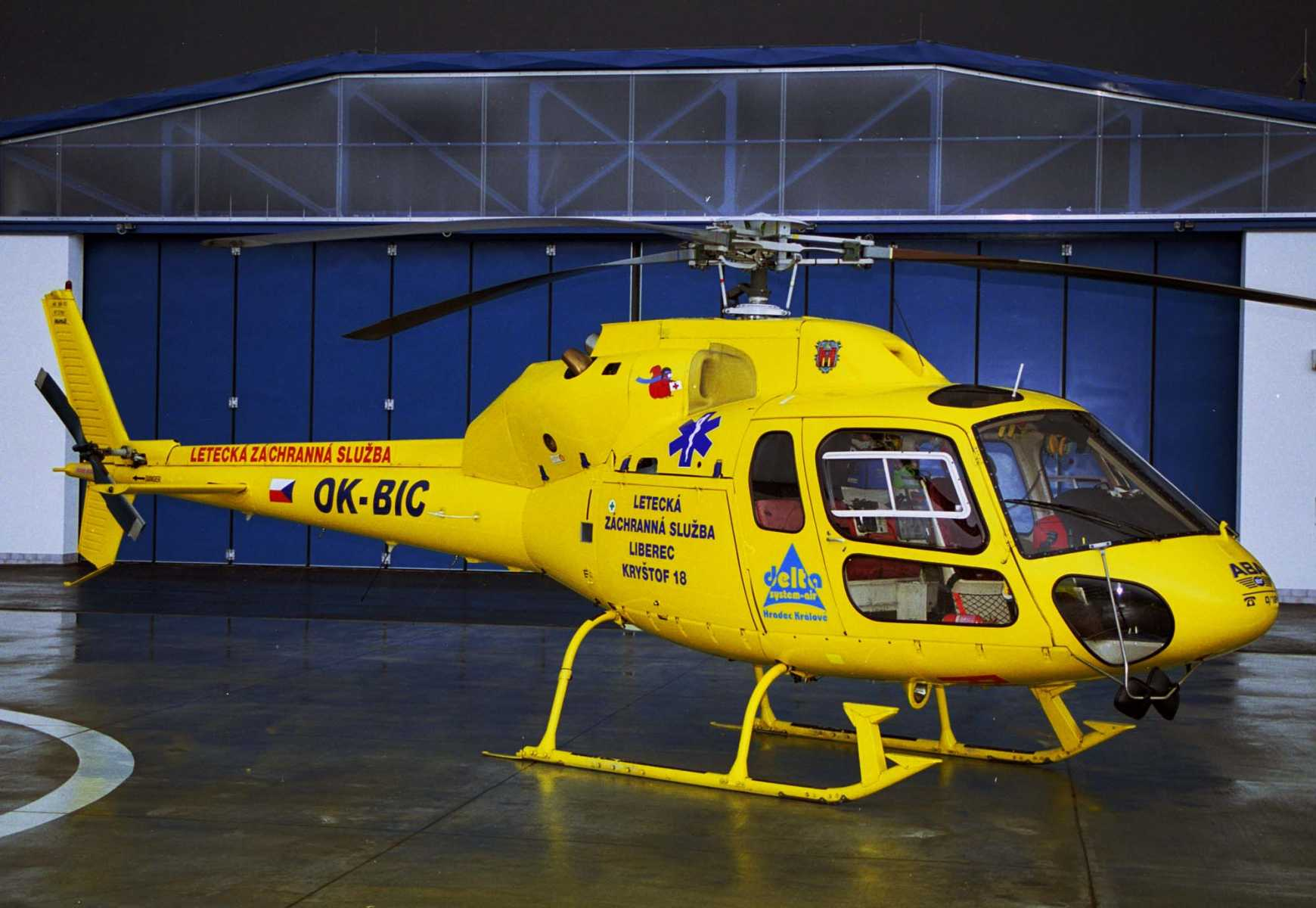
Vrtulník Eurocopter AS 355 F2 Ecureuil 2 s imatrikulací OK-BIC v roce 2002
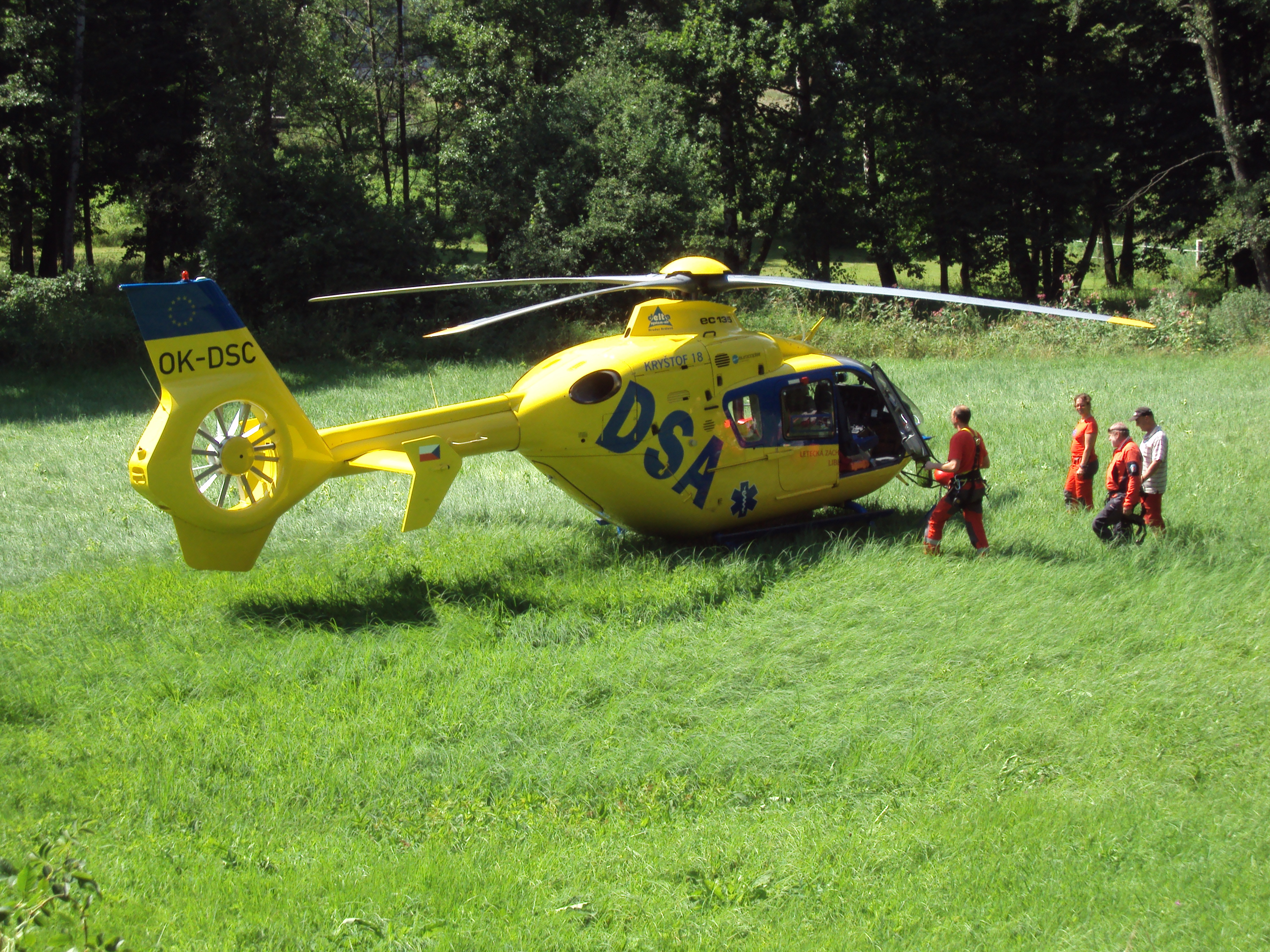
Eurocopter EC 135 T2 jako Kryštof 18 při zásahu poblíž Zákup
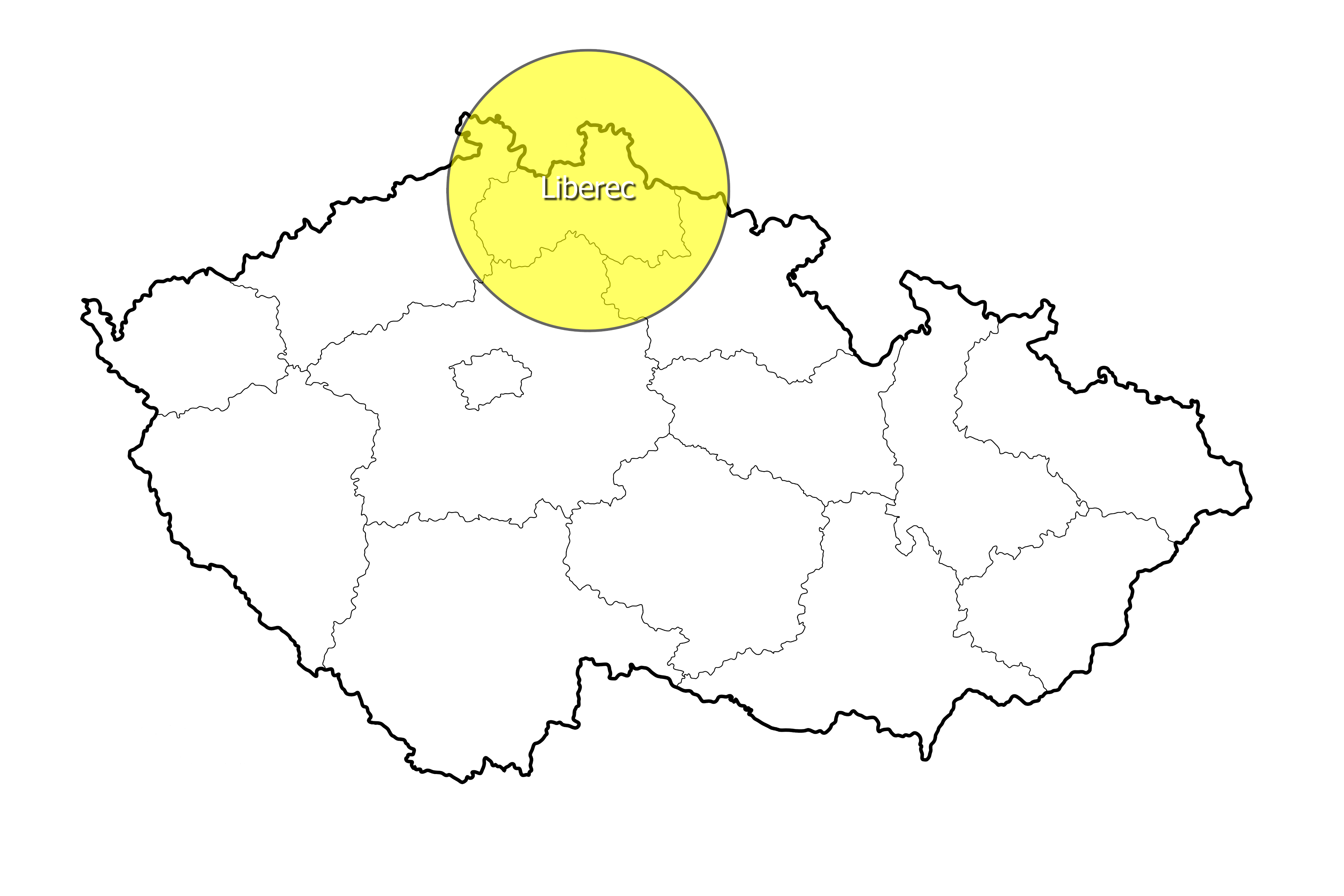
Poloha stanice a akční rádius vrtulníku Kryštof 18